# Papias (Feldherr)
Papias war ein römischer Admiral, der im 1. Jahrhundert v. Chr. während des römischen Bürgerkriegs auf der Seite von Sextus Pompeius kämpfte.
Papias wird von Appian mehrfach in seinem Werk über die römischen Bürgerkriege (Emphylia (Ἐμφύλια „Bürgerkriege“)) bei der Beschreibung des Kriegs um Sizilien erwähnt. Dort griff er 36 v. Chr. die Invasionsflotte des Marcus Aemilius Lepidus vor der Südwestküste Siziliens an, konnte aber, obwohl er ihr schwere Verluste zufügte, letztlich ihre Landung auf Sizilien nicht verhindern. Im August desselben Jahres befehligt er die Flotte des Sextus Pompeius in der Seeschlacht von Mylae gegen Octavians Flottenführer Marcus Vipsanius Agrippa.